# جان ولز (ورزشکار)
جان ولز (انگلیسی: John Wells; تاریخ ورودی نامعتبر است – ۱۸ آوریل ۱۹۲۹) قایقران روئینگ اهل ایالات متحده آمریکا بود.